# 21497 Alicehine
21497 Alicehine este un asteroid din centura principală de asteroizi.

## Descriere
21497 Alicehine este un asteroid din centura principală de asteroizi. A fost descoperit pe 1 mai 1998 la Stația Anderson Mesa în cadrul programului LONEOS. Asteroidul prezintă o orbită caracterizată de o semiaxă mare de 2,24 ua, o excentricitate de 0,07 și o înclinație de 6,3° în raport cu ecliptica.